# Manu Morlanes
Manuel "Manu" Morlanes Ariño (Zaragoza, 12 januari 1999) is een Spaans voetballer die doorgaans als offensieve middenvelder speelt. Hij stroomde in 2018 door vanuit de jeugd van Villarreal CF.

## Clubcarrière
Morlanes werd geboren in Zaragoza en begon met voetballen bij Real Zaragoza. Op dertienjarige leeftijd trok hij naar Villarreal CF. Op 3 september 2016 debuteerde hij voor het tweede elftal tegen FC Barcelona B. Op 8 december 2017 debuteerde de middenvelder in het eerste elftal in de UEFA Europa League tegen het Israëlische Maccabi Tel Aviv. Op 13 juni 2018 werd zijn contract verlengd tot 2023. Morlanes debuteerde op 18 augustus 2018 in de Primera División tegen Real Sociedad.

## Interlandcarrière
Morlanes speelde voor meerdere Spaanse nationale jeugdelftallen. Hij kwam met Spanje –17 tot de finale van het EK –17 van 2016.